# Ricard de Sayn-Wittgenstein-Berleburg
Ricard de Sayn-Wittgenstein-Berleburg (Gießen, 29 d'octubre de 1934 – Bad Berleburg, Alemanya, 13 de març de 2017) fou un aristòcrata alemany, que exercí de 6è príncep de Sayn-Wittgenstein-Berleburg, i marit de la princesa Benedicta de Dinamarca.
La casa principesca de Sayn-Wittgenstein-Berleburg regia un petit territori localitzat a una àrea rural de l'actual bundesland de Renània-Westfàlia. La casa de Berleburg és una participació feta l'any 1607 dels antics territoris de Sayn-Wittgenstein. Aquesta casa principesca perdé tot el seu poder l'any 1806 passant a integrant-se al Regne de Westfàlia i posteriorment pel Congrés de Viena al de Prússia.
Ricard zu Sayn-Wittgenstein-Berleburg era fill del príncep Gustau Albert de Sayn-Wittgenstein-Berleburg i de l'aristòcrata francesa Margarida Fouchè. Nasqué al castell familiar de Bad Berleburg l'any 1934. L'any 1944 el seu pare, integrant de l'exèrcit alemany durant la Segona Guerra Mundial, desaparagué donant-se per mort legalment l'any 1969, vint-i-cinc anys després.
L'any 1968 el príncep es casà amb la princesa Benedicta de Dinamarca al castell de Fredensborg. La parella ha tingut tres fills:
- SAS el príncep Gustau de Sayn-Wittgenstein-Berleburg nat el 1969.

- SAS la princesa Alexandra de Sayn-Wittgenstein-Berleburg nascuda el 1970. Està casada amb el comte Jefferson de Pfeil and Klein-Ellguth.

- SAS la princesa Natàlia de Sayn-Wittgenstein-Berleburg nascuda el 1975. Està casada amb Alexander Johannsmann.